# 考斯卡蒂卡卡莫湖
考斯卡蒂卡卡莫湖位於加拿大魁北克省北魁北克區，距離首都渥太華以北約1,000公里。 該湖海拔為154米，面積為2.9平方公里。湖泊周圍幾乎被森林覆蓋，從北到南延伸1.7公里，從東到西延伸4.3公里。

該地區氣候為寒帶氣候。年平均氣溫為−4°C，最熱的月份為七月，氣溫為16°C，最冷的月份為十二月，氣溫為−20°C。